# Juan Pablo Mártir Rizo

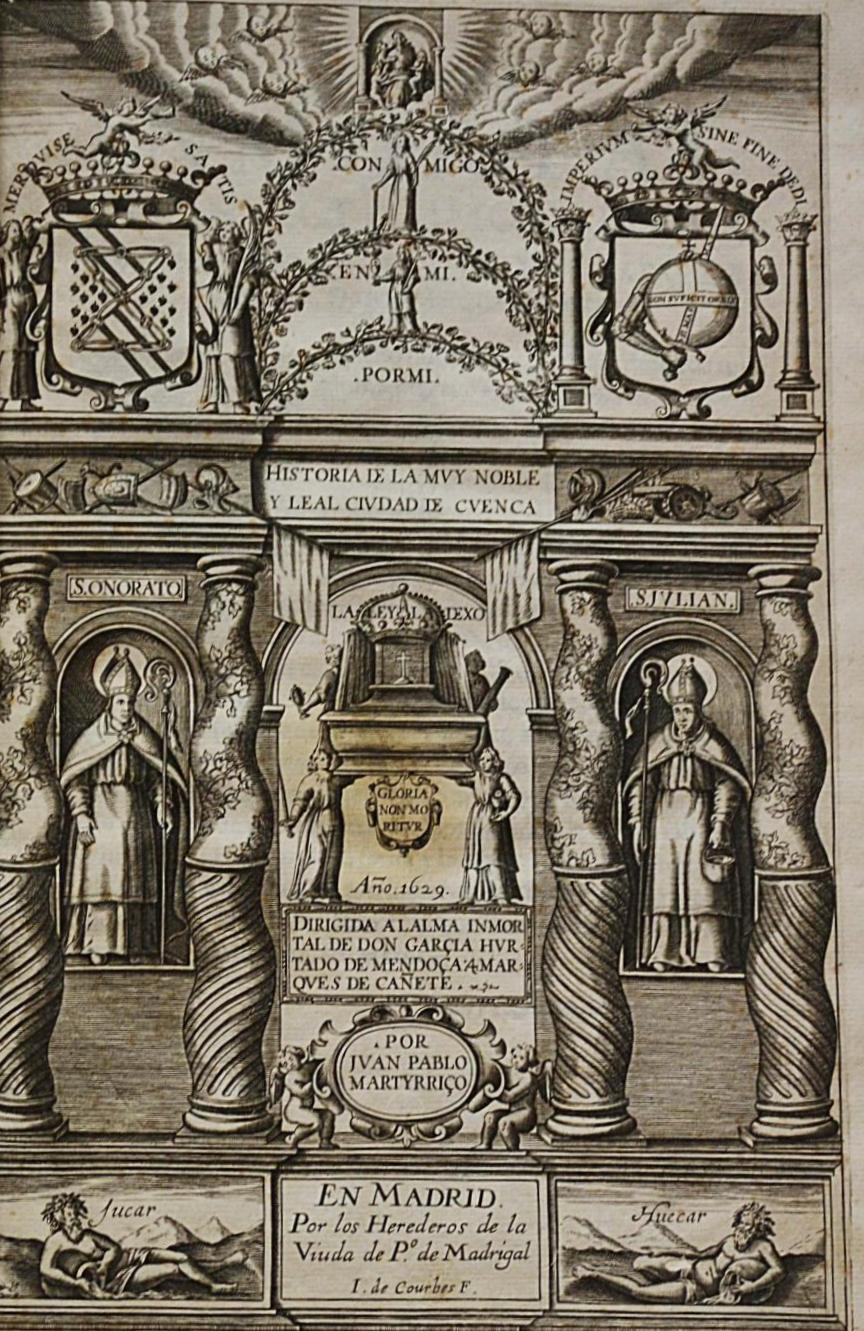
Juan de Courbes, portada calcográfica de Historia de la Muy Noble y Leal Ciudad de Cuenca, dirigida al alma inmortal de don García Hurtado de Mendoça, Marqués de Cañete. Por Juan Pablo Martyr Riço. En Madrid por los herederos de la viuda de P.º de Madrigal, 1629.

Juan Pablo Mártir Rizo, frecuentemente confundido ya en su época como Martín Rizo (Madrid, 1593-1642) fue un humanista, presbítero, tratadista político, historiador y poeta español. 

## Biografía
Mártir Rizo fue ayo de Melchor Hurtado de Mendoza y en 1636 ingresó en la Congregación de sacerdotes naturales de Madrid. Tradujo de una versión latina la Poética de Aristóteles, versión que solo modernamente se ha editado (véase "Obras"). Eso inspiró su clasicismo en cuestiones de estética y por eso se enfrentó a Lope de Vega y su teatro redactando anónimamente con Pedro Torres Rámila la Spongia (1617), un libelo que tenía la intención de desacreditarlo. Fue amigo de Francisco de Quevedo, neoestoico como él; de hecho tradujo una biografía de Séneca el Joven del francés. Asimismo, apoyó a Quevedo cuando este se enfrentó a los partidarios de hacer a Santa Teresa de Jesús patrona de España y defendió que era mejor un patrón varón como Santiago.
Firmaba sus obras con el apellido "Mártir", como nieto del célebre historiador y humanista Pedro Mártir de Anglería y deseoso de imprimir en su acendrado humanismo la estirpe del famoso intelectual al servicio de los Reyes Católicos, pero ya en su propia época su apellido se confundía con el de "Martín". Como tratadista político escribió un Norte de Príncipes (1626) que se inscribe entre los numerosos tratados europeos que pretendían rebatir el maquiavelismo político, contraponiéndole el tacitismo. Esencialmente historiador, o más bien biógrafo, sintió la curiosidad de un humanista por las figuras ejemplares de la antigüedad a la manera de Suetonio y Plutarco, escribiendo o traduciendo biografías como la de Rómulo, Mecenas, Séneca y Sejano; sus traducciones se hacían del francés, idioma que dominaba. También intentó traducir y dejó incompleta la Historia de Enrique IV de Francia que escribió su gran modelo, Pierre Matthieu; también escribió la historia del Duque de Birón y la de Felipa de Catania o Catanea, una lavandera de Nápoles a la que se refiere Giovanni Boccaccio en su De casibus virorum illustrium, lib. IX, pero que Mártir tradujo a partir de la Histoire des prosperitez malheureuses d’une femme Cathenoise (Paris, 1617) de Pierre Matthieu, con un interesante prólogo de Quevedo; el tema era tan sugestivo que también inspiró a otros dramaturgos españoles del XVII. 
Los ejemplos que Mártir esgrimía en estos personajes eran prototipos de comportamiento individual; ejemplos morales que tenían una proyección en el plano político muy del gusto de su época. Es autor también de una historia de Cuenca que le dio bastantes problemas (Francisco Morovelli de la Puebla y las ciudades de Córdoba y Sevilla le interpusieron un pleito por incluir en esta obra a dichas ciudades entre las que se levantaron contra el rey Carlos I en la Guerra de las Comunidades) y de una Historia de las guerras de Flandes, en la que -como afirma José Antonio Maravall en su viejo pero imprescindible estudio sobre el autor- se suma a tantos escritores que ejercieron la "defensa de España contra las calumnias extranjeras", como su amigo Francisco de Quevedo o Diego de Saavedra Fajardo. Su poesía aún no ha sido recogida ni editada. Un artículo destaca el hallazgo de otra obra de Mártir no conocida por los anteriores y ofrece edición paleográfica de la misma: Anna Maria Mignone, «Un inedito del Seicento della Civica Biblioteca Aprosiana di Ventimiglia: la Consolatoria al señor Juan María Cavana en la muerte de su padre di Juan Pablo Martir Rizo», Quaderno dell’Aprosiana. Miscellanea di Studi, Vecchia Serie, I (1984), 41-62.

## Obra
- Poética de Aristóteles traducida de latín. Ilustrada y comentada por Juan Pablo Mártir Rizo. Ed. Margarete Newels, Colonia y Opladen, 1965.
- Historia de la muy noble y leal ciudad de Cuenca.... Madrid: Herederos de la viuda de Pedro Madrigal, 1629. Hay ed. facsímil de Barcelona: El Albir (1974). Disponible parcialmente en edición facsímil (sólo en línea) en
- Historia trágica de la vida y muerte del duque de Biron.... Barcelona: Sebastián de Comellas, 1629. Se reimprimió en 1635
- Norte de príncipes, Madrid: Diego Flamenco, 1626. Hay ed. moderna de Madrid, Centro de Estudios Constitucionales, 1945; y con un estudio de José Antonio Maravall, Madrid, Centro de Estudios Constitucionales, 1989.
- Trad. de Pierre Matthieu, Vida del dichoso desdichado (Elio Seyano), Madrid, P. Tazo, 1625.
- Historia de la vida de Mecenas, Madrid: Diego Flamenco, 1626.
- Historia de la vida de Lucio Anneo Séneca..., Madrid: Juan Delgado, 1625. Hay edición moderna: Madrid: Atlas, 1944.
- Trad. de Pierre Matthieu Historia de la prosperidad infeliz de Felipa de Catanea, escrita en francés, por Pedro Mateo... y en castellano, por Juan Pablo Martyr Rizo... (Madrid: D. Flamenco, 1625)
- Trad. de Pierre Matthieu, Historia de las guerras de Flandes, contra la de Geronimo de Franqui Conestaggio, escrita en francés, por Pedro Matheo y en castellano, por Juan Pablo Martyr Rizo... (1627)
- Defensa de la verdad que escrivio D. Francisco de Quevedo Villegas, Cavallero professo de la Orden de Santiago, a favor del Patronado del mismo Apostol unico Patron de España, contra los errores que imprimio don Francisco Morovelli de Puebla, natural de Sevilla, contradiciendo este unico Patronato [que la escribió en Madrid su patria, a 10 de julio de 1628], Málaga, Iuan René, 1628 (reprod. en F. de Quevedo, Obras Completas, ed. de Luis Astrana Marín, Madrid, Aguilar, 1932, págs. 948-966)
- El Rómulo, Madrid, Francisco Martínez, 1633 (reed. y est. prelim. de José Antonio Maravall, Madrid, Centro de Estudios Constitucionales, 1989).